# الجامعة الوطنية المركزية
الجامعة الوطنية المركزية ((بالصينية: 國立中央大學)) هي جامعة عامة في تايوان تأسست عام 1915. تقع في مدينة زونغلي.

## معرض صور

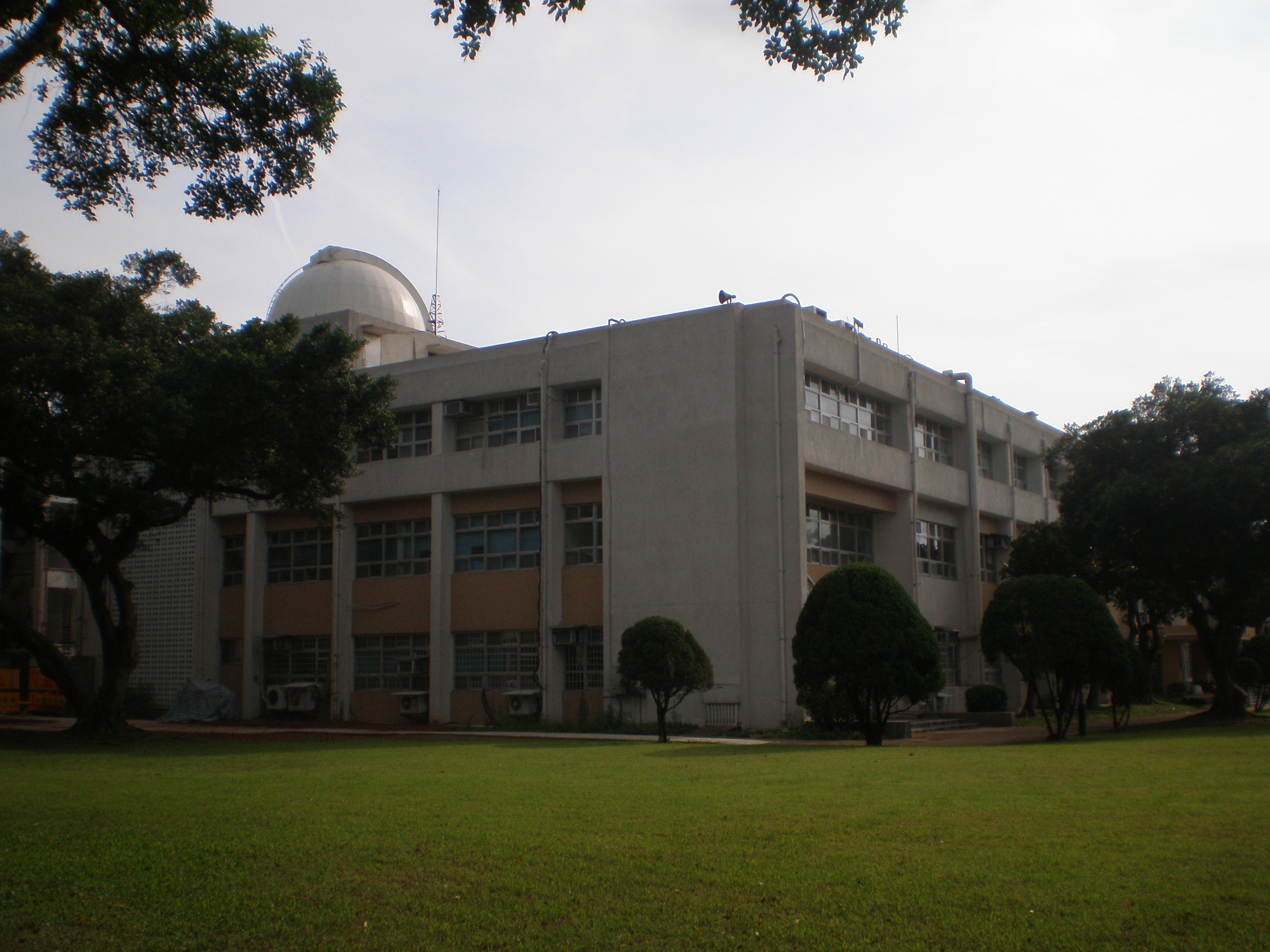
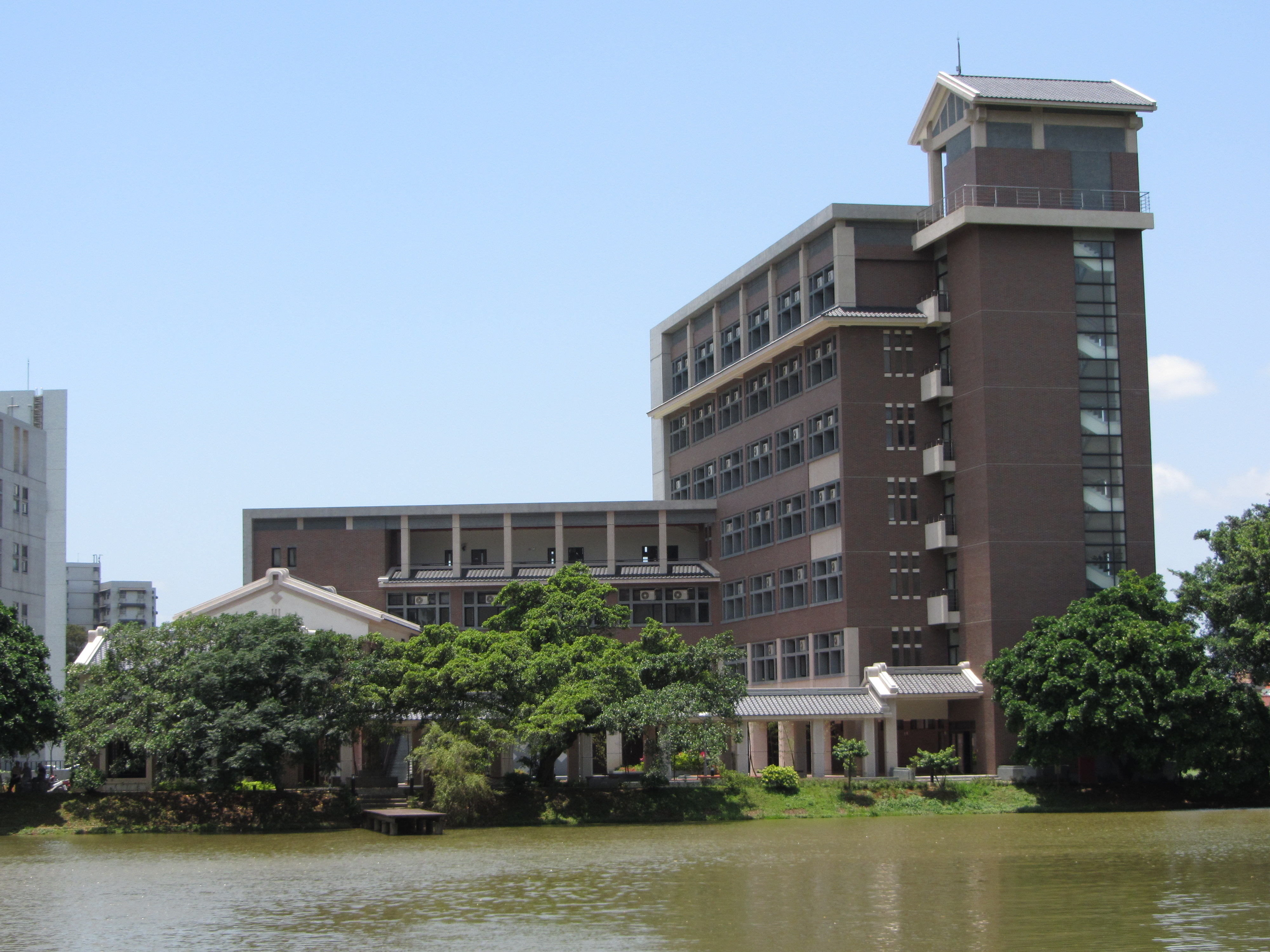
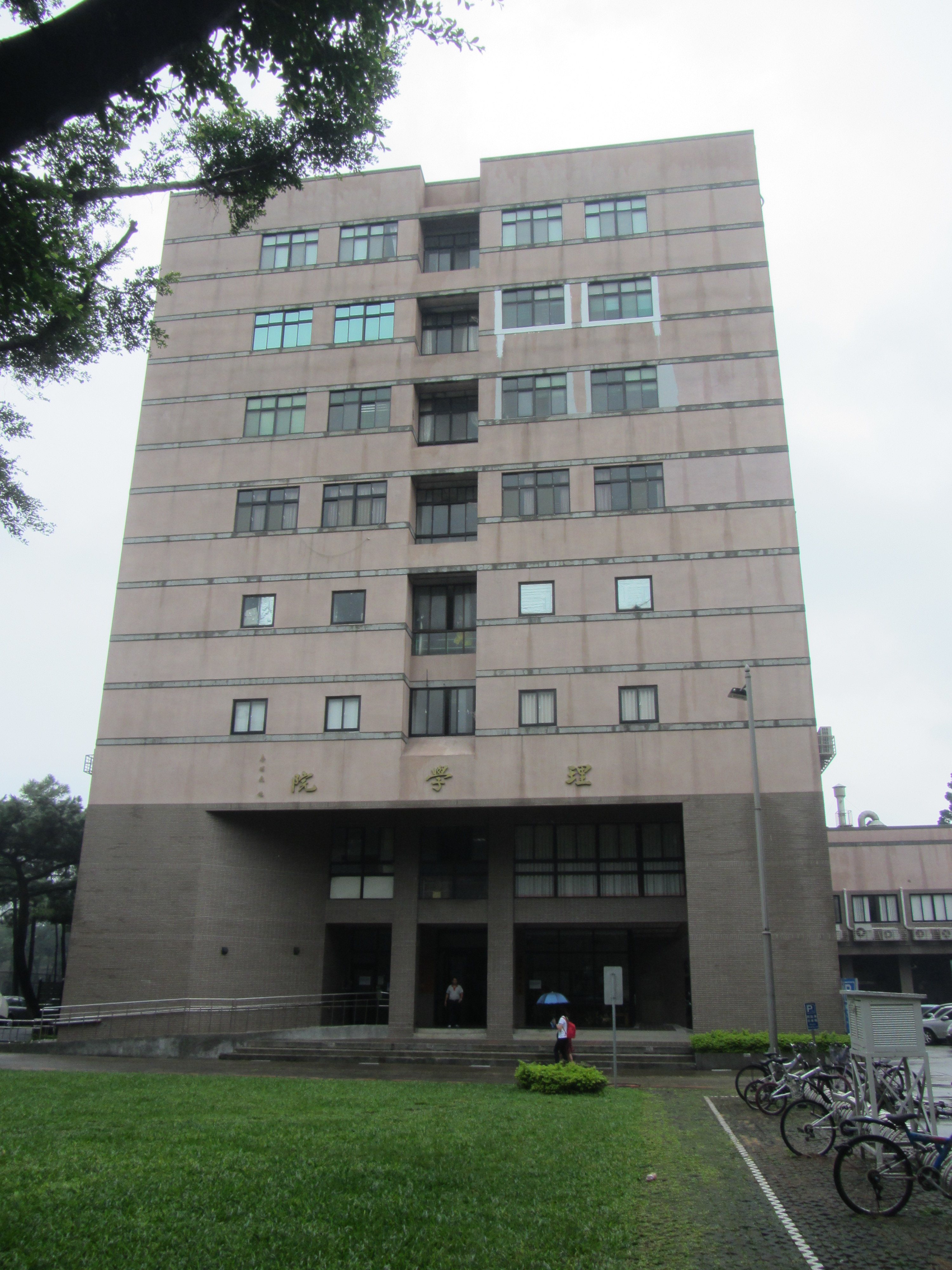

## أشهر خريجي الجامعة
- شين شيونغ وو